# Khun Phi Fa
Khun Phi Fa, il cui titolo ufficiale fu Samdach Brhat-Anya Phya Vath (Mueang Sua, ... – Mueang Sua, 1343), è stato un sovrano laotiano del Regno di Mueang Sua, ma è passato alla storia per essere stato il padre di Re Fa Ngum, il fondatore del Regno di Lan Xang ed unificatore della nazione lao.
Le cronache che menzionano Phi Fa provengono dagli antichi annali dei Regni di Luang Prabang, dei Lanna e dell'Impero Khmer e differiscono tra loro. Gli avvenimenti e le date relative alla sua vita non sono quindi pienamente attendibili.
Era il primogenito di Re Suvanna Khamphong di Mueang Sua, l'odierna Luang Prabang. Nacque e crebbe nella città con il titolo di Principe (Chao) Phi Fa. Venne mandato in esilio dopo che fu scoperta la sua relazione con una delle mogli del padre. Tornò a Mueang Sua alla morte del re in data imprecisata e gli succedette al trono. Secondo la tradizione laotiana, era un discendente del Re Khun Borom, il leggendario capostipite dei popoli tai
Morì nel 1343 ed al suo posto fu incoronato il fratello Khamhiao. Aveva avuto due figli, il Principe Chao Fa Kamreo ed il Principe Chao Fa Ngum. Quest'ultimo, che aveva trascorso gran parte della vita nella capitale dell'Impero Khmer, Angkor, nel 1353 tornò a Mueang Sua alla testa di un esercito per reclamare i suoi diritti al trono, dopo aver sottomesso molti principati laotiani. Khamhiao si suicidò e Fa Ngum fu acclamato Re di Mueang Sua. L'anno seguente sottomise il potente principato di Vientiane e fondò il Regno di Lan Xang.